# Koźmin (województwo pomorskie)
Koźmin – wieś kociewska w Polsce położona w województwie pomorskim, w powiecie starogardzkim, w gminie Skarszewy. Wraz z miejscowościami Jaroszewy i Pogódki stanowi tzw. obszar „Trójwieś”.
W latach 1975–1998 miejscowość administracyjnie należała do województwa gdańskiego.